# Vumi Ley Matampi
Vumi Ley Matampi (Kinshasa, 25 maggio 1984) è un calciatore della Repubblica Democratica del Congo, portiere del Kabuscorp.

## Palmarès

### Club

#### Competizioni nazionali
- Campionato di calcio della Repubblica Democratica del Congo: 2

TP Mazembe: 2013, 2014
- Supercoppa del Congo: 1

TP Mazembre: 2013
- Supercoppa d'Angola: 1

Kabuscorp: 2014